# Деконский, Игорь Константинович
Игорь Константинович Деконский (22 августа 1938 — 14 февраля 2002) — советский хоккеист, нападающий, серебряный призёр чемпионата мира и чемпион Европы (1959), мастер спорта СССР.

## Биография
В 1953 году начинал играть в хоккей с мячом в команде «Искра», затем переключился на хоккей с шайбой и с 1954 года играл в команде ДЮСШ ЦСКА в Москве.
В 1956—1964 годах Игорь Деконский выступал за команду ЦСКА (до 1959 года она называлась ЦСК МО). В её составе он шесть раз становился чемпионом СССР, также по одному разу был серебряным и бронзовым призёром чемпионата СССР. В команде партнёрами Деконского по тройке нападения были Валентин Сенюшкин, Владимир Брунов и другие. После этого, в 1964—1970 годах Деконский выступал за хоккейную команду СКА (Калинин). Всего в чемпионатах СССР провёл более 180 матчей, забросив 86 шайб. Три раза был включён в список 33 лучших хоккеистов сезона (1960, 1961, 1962).
В составе сборной СССР участвовал в чемпионате мира и Европы 1959 года, где вместе с командой стал серебряным призёром чемпионата мира, а также завоевал звание чемпиона Европы. Всего за сборную СССР провёл 17 игр, забросив 12 шайб.
После окончания спортивной карьеры преподавал в военной академии. Умер 14 февраля 2002 года. Похоронен на Ваганьковском кладбище (участок № 13).

## Достижения
- Серебряный призёр чемпионата мира и чемпион Европы — 1959[1].
- Чемпион СССР — 1958, 1959, 1960, 1961, 1963, 1964[3].
- Серебряный призёр чемпионата СССР — 1957[3].
- Бронзовый призёр чемпионата СССР — 1962[3].
- Обладатель Кубка СССР — 1961[3].